# Erich Volmar
Erich Volmar (ur. 13 marca 1887 w Gdańsku, zm. 19 maja 1975 w Würzburgu) – inżynier architekt, konserwator zabytków związany z Gdańskiem.

## Życiorys
Urodził się w gdańskiej rodzinie kupieckiej. W latach 1906–1913 studiował architekturę w Monachium i w Technische Hochschule Danzig. Podczas I wojny światowej zmobilizowany i skierowany do walk na froncie. Po 1918 zdał państwowy egzamin budowlany i zaczął pracować jako konserwator zabytków. Od 1926 był kierownikiem podległej gdańskiemu Senatowi placówki konserwacji zabytków o nazwie Stelle für Bauberatung und Denkmalpflege. Od 1929 roku był radcą (Baurat), a od 1939 starszym radcą budowlanym (Oberbaurat). Kierował pracami konserwatorskimi w kościele NMP w Gdańsku, kościele św. Bartłomieja, przy kamienicach i fontannie Neptuna. Od 1939 konserwator zabytków Okręgu Rzeszy Gdańsk–Prusy Zachodnie. Akcja konserwatorska, którą kierował, a zmierzająca do przywrócenia oryginalnego wyglądu kamienicom (przebudowanym w XIX oraz XX wieku) miała wsparcie Senatu Wolnego Miasta Gdańska, który był kontrolowany w tym czasie przez nazistowską NSDAP. Zabytki architektury, według rządzących nazistów, miały stanowić świadectwo niemieckiego charakteru miasta. Po 1939 był współodpowiedzialny za
kradzież dzieł sztuki z muzeum miejskiego oraz ze świątyń Torunia. Od 1942, to jest pierwszych alianckich nalotów na Gdańsk, wraz z prof. Willim Drostem (dyrektorem Stadtmuseum) zabezpieczał i ewakuował gdańskie zbiory muzealne i zabytkowe wyposażenia wnętrz. Ponadto zorganizował ekipę fachowców, kierowaną przez architekta Petera Jacoba Deurera, której zadaniem było pieczołowite dokumentowanie szczegółów i detali gdańskich zabytków (m.in. wnętrz Dworu Artusa, Domu Uphagena i 13 kościołów, m.in. św. Mikołaja, św. Jana, św. Katarzyny i NMP) w celu uzyskania dokumentacji rysunkowej (w postaci rzutów i przekrojów) i fotograficznej (np. dekoracji sklepień czy rzeźbionych balustrad), umożliwiającej ich rekonstrukcję po ewentualnych zniszczeniach wojennych. 
Pod koniec II wojny światowej  Wiosną 1945 pozostał w Gdańsku, jako etatowy pracownik polskiego Zarządu Miasta współpracując z polskimi konserwatorami i wskazując miejsca ukrycia zbiorów (np. zamurowanej w ścianie kościoła NMP „Pięknej Madonny”, wyposażenia Sali Czerwonej Ratusza Głównego Miasta, Dworu Artusa i Domu Uphagena). Jesienią 1946 roku opuścił Polskę, po czym pracował w Berlinie jako konserwator zabytków.